# مكان آل جبل (القطن)
'

تعديل مصدري - تعديل

مكان ال جبل هي إحدى قرى عزلة القطن بمديرية القطن التابعة لمحافظة حضرموت، بلغ تعداد سكانها 66 نسمة حسب تعداد اليمن لعام 2004.